# Raphionacme brownii
Raphionacme brownii là một loài thực vật có hoa trong họ La bố ma. Loài này được Scott-Elliot miêu tả khoa học đầu tiên năm 1894.